# الكندرة (حبيش)

تعديل مصدري - تعديل

الكندرة محلة تابعة لقرية الجمل، التابعة لعزلة بني الضاحتين بمديرية حبيش إحدى مديريات محافظة إب في الجمهورية اليمنية، بلغ تعداد سكانها 120 حسب تعداد اليمن لعام 2004.